# Polygala umbellata
Polygala umbellata är en jungfrulinsväxtart som beskrevs av Carl Peter Thunberg. Polygala umbellata ingår i släktet jungfrulinssläktet, och familjen jungfrulinsväxter. Inga underarter finns listade i Catalogue of Life.